# Requisitos de visto para cidadãos russos

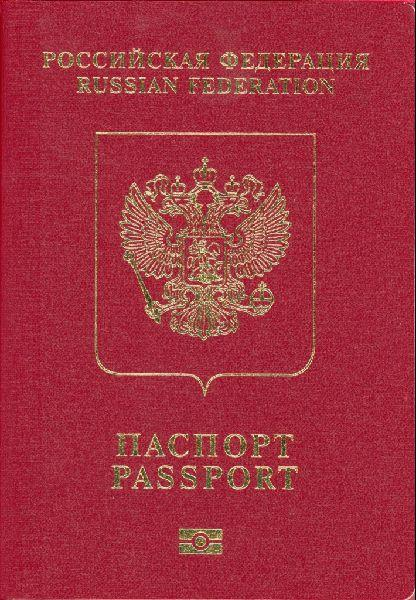
Um passaporte russo (para viagens ao exterior)

Os requisitos de visto para cidadãos russos são restrições administrativas de entrada impostas pelas autoridades de outros estados aos cidadãos da Rússia. Em 11 de janeiro de 2024, os cidadãos russos tinham acesso sem visto ou visto na chegada a 119 países e territórios, classificando o passaporte russo no 51º lugar em termos de liberdade de viagem, de acordo com o Henley Passport Index.

## História

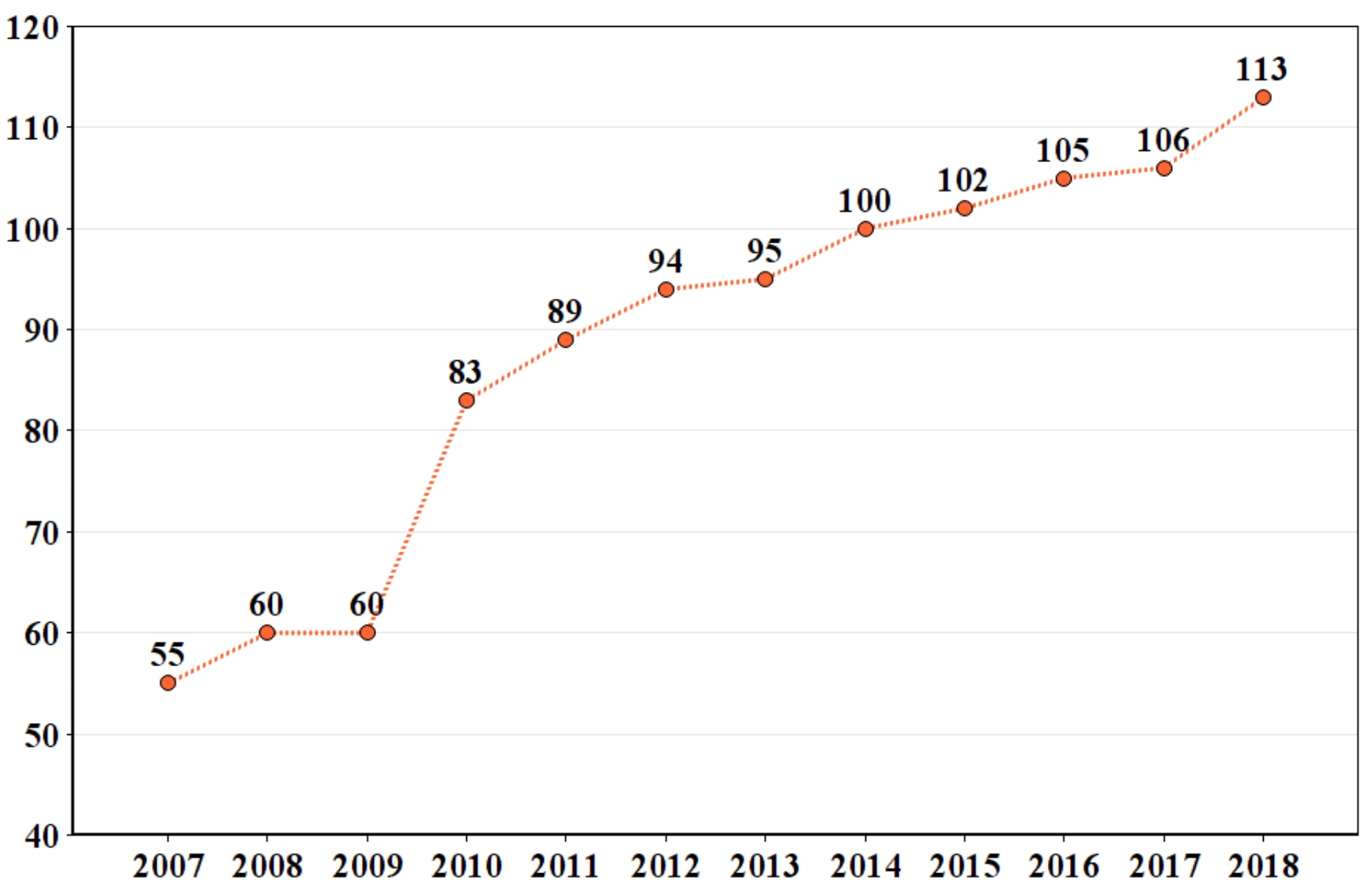
Henley & Partners Passport Index. 2007 – Q1 2018. Rússia.

Os requisitos de visto para cidadãos russos foram suspensos (unilateral ou bilateralmente), pela primeira vez ou repetidamente (nesse caso, a data do último cancelamento de vistos é fornecida) como União Soviética pelos seguintes países/territórios: Micronésia (18 de dezembro de 1980 ); e como a Federação Russa por Dominica (11 de março de 1993), Cuba (29 de julho de 1994), Antígua e Barbuda (6 de novembro de 1996), Malásia (1998), Namíbia (agosto 2001), Marrocos (13 de junho de 2005), Botsuana (5 de dezembro de 2006), Tailândia (24 de março de 2007), Essuatíni (12 de junho de 2007),Laos (1 de setembro de 2007), Filipinas (19 de setembro de 2007), Equador (20 de junho de 2008), Israel (20 de setembro de 2008), Vietnã (1º de janeiro de 2009), Nicarágua (19 de março de 2009), Venezuela (6 de março de 2009), El Salvador e Honduras (31 de março de 2009), Bahamas (1 de abril de 2009), Guatemala (1 de abril de 2009), Colômbia (20 de abril de 2009), Argentina (29 de junho de 2009), Hong Kong (1 de julho de 2009), Brasil (7 de junho de 2010), Guiana (1 de agosto de 2010), Trinidad e Tobago (dezembro de 2010), Chile (18 de janeiro de 2011), Turquia (abril de 2011), Santa Lúcia (27 de setembro de 2011), Uruguai (27 de dezembro de 2011), Geórgia (até dezembro de 2000, visto gratuito para residentes das regiões do Cáucaso; a partir de outubro de 2010, retomado para todos os cidadãos em 29 de fevereiro de 2012), Macau (30 de setembro de 2012), Maurício (novembro de 2012), Jamaica (11 de março de 2013), São Cristóvão e Névis (28 de maio 2013), Coreia do Sul (1 de janeiro de 2014), Costa Rica (até 1 de fevereiro de 2008, retomada a partir de 12 de abril de 2014), Panamá (14 de abril de 2014), Paraguai (20 de outubro de 2014), Mongólia (retomada em 14 de novembro de 2014), Tunísia (1 de dezembro de 2014), Ilhas Turcas e Caicos (2006 – setembro de 2011, retomada em abril de 2015), Nauru ( 14 de maio de 2015), Indonésia (10 de junho de 2015), Bolívia (3 de outubro de 2016), Senegal (retomada em dezembro de 2016), África do Sul (30 de março de 2017), São Tomé e Príncipe (25 abril de 2017), Catar (22 de junho de 2017), Brunei (8 de janeiro de 2018), Taiwan (6 de setembro de 2018), Palau (27 de dezembro de 2018), Emirados Árabes Unidos (17 de fevereiro de 2019), Suriname (13 de maio de 2019), Maldivas (25 de julho de 2019), Cabo Verde (4 de julho de 2020) ), Omã (dezembro de 2020) e Belize (12 de janeiro de 2022).
O México introduziu a Autorização Eletrônica para cidadãos russos a partir de 1 de novembro de 2010.
Os vistos na chegada foram introduzidos pelo Irã (julho de 2005), Zimbábue (20 de novembro de 2007), Bahrein (novembro de 2008), Guiné-Bissau (abril de 2012), Moçambique (retomado em fevereiro de 2017), Gabão (12 de outubro de 2017) , Ruanda (1 de janeiro de 2018), Benin (15 de março de 2018), Taiwan (6 de setembro de 2018), Serra Leoa (5 de setembro de 2019), Arábia Saudita (28 de setembro de 2019), Mianmar (1 de outubro de 2019) e Iraque (15 de março de 2021).
Cidadãos russos tornaram-se elegíveis para eVisas por Singapura (dezembro de 2009), Sri Lanka (janeiro de 2012), Montserrat (setembro de 2012), São Tomé e Príncipe (2012), Mianmar (1 de setembro de 2014), Índia (27 de novembro de 2014), Quênia (2 de julho de 2015), Gabão (15 de junho de 2015), Austrália (1 de outubro de 2015), Lesoto (1 de maio de 2017), Santa Helena (2018), Djibuti (18 de fevereiro de 2018), Omã (7 de maio de 2018),[48] Tanzânia (26 de novembro de 2018),Papua Nova Guiné (17 de junho de 2019), Arábia Saudita (28 de setembro de 2019), Guiné (outubro de 2019), Malawi (novembro de 2019), Sudão do Sul (29 de setembro de 2020), Anguilla (janeiro de 2021).
Os seguintes países/territórios restabeleceram a exigência de visto para cidadãos russos: Estônia (1º de julho de 1992), Letônia (20 de março de 1993), Lituânia (1º de novembro de 1993), Coreia do Norte (22 de maio de 1997), Turcomenistão (junho de 1999), Eslovênia (dezembro de 1999),* Chéquia (29 de maio de 2000),* Eslováquia (1 de janeiro de 2001),* Hungria (14 de junho de 2001),* Bulgária (outubro de 2001),* Polônia (1 de outubro 2003),* Chipre (1 de janeiro de 2004),* Romênia (outubro de 2004),* Croácia (1 de abril de 2013),* Kosovo (1 de julho de 2013), Guam e as Ilhas Marianas do Norte (3 de outubro de 2019), Macedônia do Norte (21 de março de 2022), Ucrânia (1º de julho de 2022) e Taiwan (31 de julho de 2022).
- – A política de vistos foi sincronizada com a política de vistos da UE devido à adesão destes países à União Europeia.

A concessão de vistos à chegada aos cidadãos russos foi descontinuada pelo Mali (9 de março de 2015).

## Mapa dos requisitos de visto

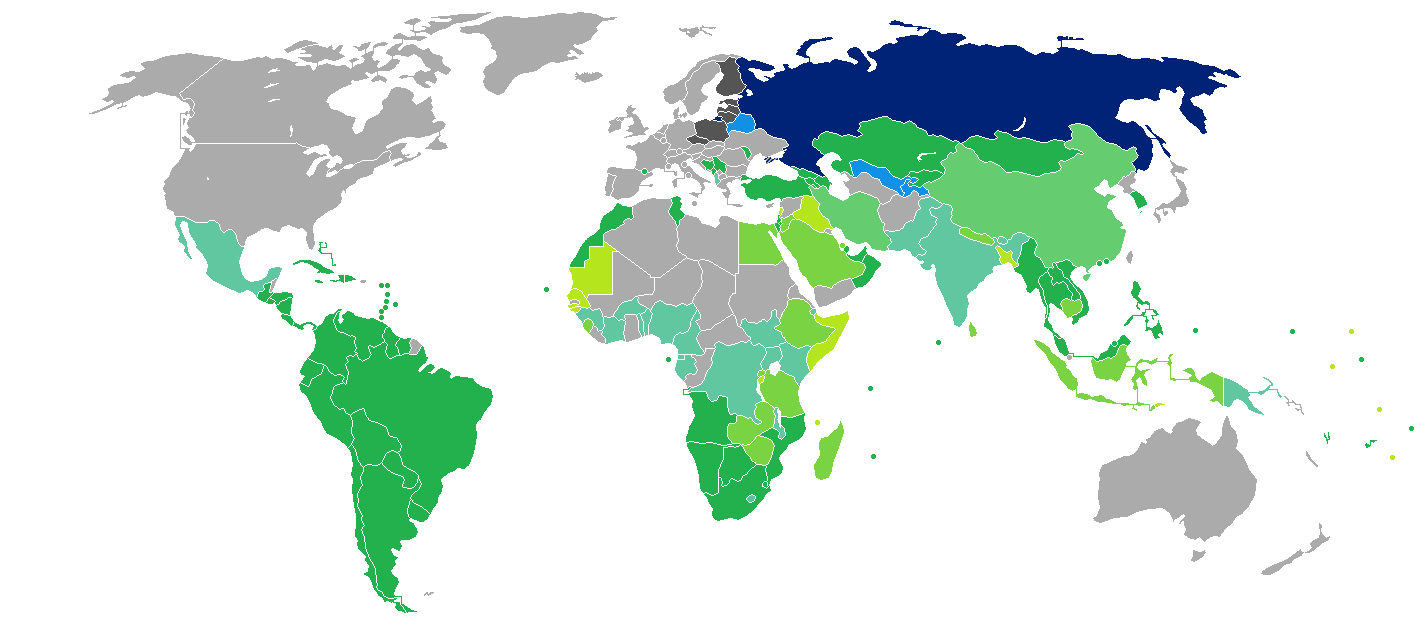
Requisitos de visto para portadores de passaportes russos regulares
Rússia
Não requer visto, passaporte interno é suficiente
Não requer visto (incluindo tourist cards)
Visto na chegada
eVisa
Visto disponível tanto na chegada quanto online
Requer visto antes da chegada
Entrada negada

## Requisitos de visto
Requisitos de visto para titulares de passaportes normais que viajam para fins turísticos:
| País                                | Regime de visto                 | Tempo de permanência     | Notas (excluindo taxas de partida) | Reciprocidade |
| ----------------------------------- | ------------------------------- | ------------------------ | --- | ------------- |
| Afeganistão                         | Requer visto                    |                          | Por questões de segurança, o governo russo aconselha seus cidadãos a não visitarem o Afeganistão. | √             |
| África do Sul                       | Não requer visto                | 90 dias                  | - Extensão de permanência possível por mais 90 dias adicionais. | √             |
| Albânia                             | eVisa                           |                          | - Entrada sem necessidade de visto por até 90 dias para titulares de visto válido dos EUA, Reino Unido ou país da zona Schengen (categorias 'C' ou 'D'). | X             |
| Alemanha                            | Requer visto                    |                          | | √             |
| Andorra                             | Não requer visto                | 90 dias                  | - 90 dias dentro de qualquer período de 365 dias. - Embora oficialmente não seja solicitado visto de russos, é necessário pelo menos um visto Schengen de entrada dupla para entrar em Andorra, uma vez que o país não dispõe de instalações aeroportuárias próprias. | √             |
| Angola                              | Não requer visto                | 30 dias                  | - 30 dias para cada entrada. Permanência total máxima de 90 dias no período de um ano. - Obrigatória a apresentação do Certificado Internacional de Vacinação. | X             |
| Antígua e Barbuda                   | Não requer visto                | 180 dias                 | | √             |
| Arábia Saudita                      | eVisa / Visto na chegada        | 90 dias                  | | X             |
| Argélia                             | Requer visto                    |                          | | √             |
| Argentina                           | Não requer visto                | 90 dias                  | - 90 dias dentro de qualquer período de 180 dias. | √             |
| Armênia                             | Não requer visto                | 180 dias                 | - Passaporte interno é aceito. | √             |
| Austrália e territórios             | Requer visto                    |                          | - Pode solicitar o visto de forma online (Online Visitor e600 visa). | √             |
| Áustria                             | Requer visto                    |                          | | √             |
| Azerbaijão                          | Não requer visto                | 90 dias                  | - 90 dias dentro de qualquer período de 180 dias. - Caso fiquem mais de 15 dias, os passageiros que visitam parentes devem se registrar na polícia local. Se estiver hospedado em um hotel, isso será providenciado pelo hotel. - Os requerentes de ascendência armênia ou com vistos armênios em seu passaporte podem ter o visto negado. | √             |
| Bahamas                             | Não requer visto                | 3 meses                  | - Extensão de permanência é possível. | X             |
| Bahrein                             | eVisa / Visto na chegada        | 14 dias/ 1 mês           | - Vistos podem ser emitidos na chegada para permanência de até 1 mês. - O visto pode ser estendido por um período adicional de duas semanas. - eVisa emitido por 14 dias, extensível uma vez. | X             |
| Bangladesh                          | Visto na chegada                | 30 dias                  | - Os visitantes podem solicitar a extensão de sua estadia quando estiverem no país. | X             |
| Barbados                            | Não requer visto                | 28 dias                  | | X             |
| Bélgica                             | Requer visto                    |                          | | √             |
| Belize                              | Não requer visto                | 90 dias                  | - 90 dias dentro de qualquer período de 180 dias. Desde 12 de janeiro de 2022 - 90 dias para titulares de visto válido para zona Schengen ou um visto de múltiplas entradas nos EUA. | √             |
| Benim                               | eVisa                           | 30 dias                  | - Deve apresentar um Certificado Internacional de Vacinação. | X             |
| Bielorrússia                        | Não requer visto                | - Liberdade de movimento | - Liberdade de movimento | √             |
| Bolívia                             | Não requer visto                | 90 dias                  | - 90 dias dentro de qualquer período de 180 dias. | √             |
| Bósnia e Herzegovina                | Não requer visto                | 30 dias                  | - 30 dias dentro de qualquer período de 2 meses. | √             |
| Botsuana                            | Não requer visto                | 90 dias                  | - A extensão do período de isenção de visto deve ser solicitada com antecedência. | √             |
| Brasil                              | Não requer visto                | 90 dias                  | - Extensão de estadia possível por um período adicional de 90 dias. | √             |
| Brunei                              | Não requer visto                | 14 dias                  | | √             |
| Bulgária                            | Requer visto                    |                          | - 90 dias dentro de qualquer período de 180 dias para titulares de um visto 'C' emitido por Chipre, Romênia ou alguma país da zona Schengen. | √             |
| Burkina Faso                        | Requer visto                    |                          | | √             |
| Burundi                             | Visto na chegada                | 1 mês                    | - Os passageiros titulares de uma carta de autorização de entrada das autoridades podem obter uma visto na chegada para uma permanência máxima de 1 mês. | √             |
| Butão                               | Requer visto                    |                          | - Visto pré-aprovado pode ser retirado na chegada. - Os visitantes devem ter uma reserva junto a um operador turístico registrado no Butão. | √             |
| Cabo Verde                          | Não requer visto                | 60 dias                  | - Vistos podem ser emitidos na chegada para uma permanência de até 3 meses. | √             |
| Camarões                            | Requer visto                    |                          | - Pode solicitar o visto online. - Visto pré-solicitado pode ser retirado na chegada. | √             |
| Camboja                             | eVisa / Visto na chegada        | 30 dias                  | | X             |
| Canadá                              | Requer visto                    |                          | | √             |
| Catar                               | Não requer visto                | 90 dias                  | | √             |
| Cazaquistão                         | Não requer visto                | 90 dias                  | - Passaporte interno é aceito. | √             |
| Chade                               | Requer visto                    |                          | - Visitantes que portem uma carta de 'autorização de entrada' podem retirar o visto na chegada. | √             |
| Chile                               | Não requer visto                | 90 dias                  | - Extensão de estadia possível por um período adicional de 90 dias | √             |
| China                               | Requer visto                    |                          | - Não requer visto por 30 dias quando fizer parte de um grupo de viagem acreditado. - Não requer visto quando em trânsito por 24 horas pela China (a menos que chegue em Fuzhou, Huangshan, Mudanjiang, Shenzhen ou Yanji). - Não requer visto quando em trânsito por 72 horas por Changsha, Guilin e Harbin. - Não requer visto quando em trânsito por 144 horas por Chengdu, Chongqing, Dalian, Guangzhou, Hangzhou, Jieyang, Kunming, Nanjing, Ningbo, Pequim, Qinhuangdao, Qingdao, Shenyang, Shenzhen, Shijiazhuang, Tianjin, Wuhan, Xangai, Xiamen e Xi'an. - Hong Kong, Macau e Taiwan contam como países terceiros sob as políticas de trânsito sem visto (TWOV) de 24, 72 e 144 horas. - Russos podem visitar Suifenhe sem a necessidade de visto por até 15 dias quando em viagem com pelo menos um acompanhante. - Residentes do Oblast de Amur podem visitar Heihe sem visto por um dia. | X             |
| Chipre                              | Requer visto                    |                          | - Visto emitido online válido por 90 dias a cada 180 dias em um ano (visto de uma entrada). Desde 1° de dezembro de 2022, a taxa de visto é de 80€. - 90 dias dentro de qualquer período de 180 dias para titulares de visto válido para Bulgária, Romênia ou um país da zona Schengen. | √             |
| Colômbia                            | Não requer visto                | 90 dias                  | - Extensível por um período de até 180 dias no período de um ano. | √             |
| Comoros                             | Visto na chegada                | 45 dias                  | | X             |
| República do Congo                  | Requer visto                    |                          | | √             |
| República Democrática do Congo      | eVisa                           | 7 dias                   | | √             |
| Coreia do Norte                     | Requer visto                    |                          | | √             |
| Coreia do Sul                       | Electronic Travel Authorization | 60 dias                  | - Permanência de 90 dias dentro de qualquer período de 180 dias.. - A validade do período de um K-ETA é de 2 anos a partir da data de aprovação. | √             |
| Costa do Marfim                     | eVisa                           | 3 meses                  | - Titulares de eVisa devem chegar pelo Aeroporto Internacional Port Bouet. | X             |
| Costa Rica                          | Não requer visto                | 90 dias                  | | √             |
| Croácia                             | Requer visto                    |                          | | √             |
| Cuba                                | Não requer visto                | 90 dias                  | - 90 dias dentro de qualquer período de 180 dias | √             |
| Dinamarca                           | Requer visto                    |                          | | √             |
| Djibuti                             | eVisa                           | 31 dias                  | - O visto na chegada segue disponível, de acordo com o Timatic da IATA. | X             |
| Dominica                            | Não requer visto                | 90 dias                  | - Permanência autorizada por 90 dias dentro de qualquer período de 180 dias. (3 meses). - 6 meses para titulares de visto válido para Canadá, EUA, Reino Unido ou país da zona Schengen. | √             |
| Egito                               | eVisa / Visto na chegada        | 30 dias                  | - eVisa emitido por 30 dias. - É possível a extensão de permanência. - Não requer visto de turistas que cheguem pelos aeroportos de Xarm el-Xheikh, St. Catherine ou Taba e fiquem nos resorts do Sinai resorts por no máximo 15 dias. | X             |
| El Salvador                         | Não requer visto                | 3 meses                  | - É possível a extensão de permanência por 90 dias. | √             |
| Emirados Árabes Unidos              | Não requer visto                | 90 dias                  | - 90 dias dentro de qualquer período de 180 dias. | √             |
| Equador                             | Não requer visto                | 90 dias                  | - É possível a extensão de permanência. | √             |
| Eritreia                            | Requer visto                    |                          | - Visto pré-arranjado pode ser retirado na chegada ao país. | √             |
| Eslováquia                          | Requer visto                    |                          | | √             |
| Eslovênia                           | Requer visto                    |                          | | √             |
| Espanha                             | Requer visto                    |                          | | √             |
| Essuatíni                           | Não requer visto                | 30 dias                  | - Extensão de permanência é possível para uma permanência total de no máximo 90 dias. | X             |
| Estados Unidos                      | Requer visto                    |                          | *Os residentes do Estreito de Bering têm permissão para 90 dias de viagem sem visto pelo Estreito de Bering. Russos que vivam no Iultinskiy Rayon, Providenskiy Rayon e Chukostsky Rayon, bem como na parte oriental do Anadyrskiy Rayon, delimitada ao sul pelo rio Anadyr e a oeste pelo rio Tanyurer, incluindo a cidade de Anadyr (Tchukotka) são elegíveis. Os americanos que residam nas áreas de censo de Nome e Northwest Arctic Borough do Alasca são elegíveis. | √             |
| Estônia                             | N/AEntrada negada               |                          | - Desde 19 de setembro de 2022, cidadãos russos estão proibidos de entrar Estônia a não ser com visto Schengen de reunião familiar | √             |
| Etiópia                             | eVisa                           | até 90 dias              | - O visto na chegada só pode ser obtido no Aeroporto Internacional Bole, em Addis Abeba. - Os titulares de eVisa devem chegar pelo Aeroporto Internacional Bole. - Os eVisas estão disponíveis para estadas de 30 ou 90 dias. | X             |
| Fiji                                | Não requer visto                | 4 meses                  | | √             |
| Filipinas                           | Requer visto                    |                          | - Visto na chegada disponível para uma estadia máxima de 59 dias. - Extensão de permanência só é possível para aqueles que ganharam um visto na chegada, para o máximo de 1 ano. | X             |
| Finlândia                           | N/AEntrada negada               |                          | - Desde 30 de setembro de 2022, cidadãos russos estão proibidos de entrar Finlândia para turismo. | √             |
| França                              | Requer visto                    |                          | | √             |
| Gabão                               | eVisa                           | 90 dias                  | - Titulares de eVisa devem chegar pelo Aeroporto Internacional de Libreville. | X             |
| Gâmbia                              | Requer visto                    |                          | | √             |
| Gana                                | Requer visto                    |                          | - Visto de emergência pré-arranjado pode ser retirado na chegada ao país. | √             |
| Geórgia                             | Não requer visto                | 365 dias                 | Devido à ausência de representação diplomática russa no país, o governo russo aconselha seus cidadãos a não visitarem a Geórgia. | X             |
| Granada                             | Não requer visto                | 3 meses                  | - Desde 1º de dezembro de 2020, todos os viajantes para Granada devem preencher um formulário on-line para receber um certificado de autorização de viagem segura pura (Pure Safe Travel Authorization Certificate) para entrar no país. | √             |
| Grécia                              | Requer visto                    |                          | | √             |
| Guatemala                           | Não requer visto                | 90 dias                  | - É possível a extensão de permanência por 90 dias. | √             |
| Guiné                               | eVisa                           | 90 dias                  | | X             |
| Guiné-Bissau                        | eVisa / Visto na chegada        | 90 dias                  | | X             |
| Guiné Equatorial                    | Requer visto                    |                          | | √             |
| Guiana                              | Não requer visto                | 3 meses                  | | √             |
| Haiti                               | Não requer visto                | 3 meses                  | | X             |
| Honduras                            | Não requer visto                | 3 meses                  | | √             |
| Hungria                             | Requer visto                    |                          | | √             |
| Iêmen                               | Requer visto                    |                          | Por questões de segurança, o governo russo aconselha seus cidadãos a não visitarem o Iêmen. | √             |
| Ilhas Marshall                      | Visto na chegada                | 90 dias                  | | X             |
| Ilhas Salomão                       | Requer visto                    |                          | - Visto pré-arranjado pode ser retirado na chegada ao país.. | √             |
| Índia                               | eVisa                           | 90 dias                  | - Portadores de e-Visa devem chegar por 26 aeroportos (que servem às cidades de Amedabade, Amritsar, Siliguri (Bagdogra), Bangalore, Calecute, Chandigar, Chennai, Cochim, Coimbatore, Déli, Bodh Gaya, Goa, Guwahati, Hyderabad, Jaipur, Calcutá, Lucknow, Madurai, Mangalor, Bombaim, Nagpur, Pune, Tiruvanantapura, Tiruchirappalli, Varanasi e Visagapatão) ou 3 portos marítimos (Cochim, Goa e Mangalor). - Um visto de turismo eletrônico indiano só pode ser obtido duas vezes em um ano civil. | √             |
| Indonésia                           | e-VOA / Visto na chegada        | 30 dias                  | | X             |
| Irã                                 | eVisa                           | 30 dias                  | - Passageiros que já solicitaram, pelo menos dois dias antes da chegada, o E-Visa no site do Ministério de Relações Exteriores do Irã e apresentar a notificação de submissão no balcão de vistos do aeroporto, poderá obter um visto na chegada. - Disponível nos aeroportos de Queixome, Quis, Mexede, Isfahan, Xiraz, Tabriz e Teerã. | X             |
| Iraque                              | Visto na chegada                | 60 dias                  | Por questões de segurança, o governo russo aconselha seus cidadãos a não visitarem o Iraque. | √             |
| Irlanda                             | Requer visto                    |                          | | √             |
| Islândia                            | Requer visto                    |                          | | √             |
| Israel                              | Não requer visto                | 3 meses                  | - É possível a extensão de permanência. | √             |
| Itália                              | Requer visto                    |                          | | √             |
| Jamaica                             | Não requer visto                | 90 dias                  | | √             |
| Japão                               | Requer visto                    |                          | | X             |
| Jordânia                            | Visto na chegada                | 2 meses                  | | X             |
| Kiribati                            | Requer visto                    |                          | | √             |
| Kuwait                              | Requer visto                    |                          | - Visto pré-arranjado pode ser retirado na chegada ao país.. | √             |
| Laos                                | Não requer visto                | 30 dias                  | | √             |
| Lesoto                              | eVisa                           |                          | | X             |
| Letônia                             | N/AEntrada negada               |                          | - Desde 19 de setembro de 2022, cidadãos russos estão proibidos de entrar Letônia a não ser com visto Schengen de reunião familiar | √             |
| Líbano                              | Visto gratuito na chegada       | 1 mês                    | - 1 mês, extensível por 2 meses adicionais. - Granted free of charge at Beirut International Airport or any other port of entry if there is no Israeli visa or seal, holding a telephone number, an address in Lebanon, and a non refundable return or circle trip ticket. | X             |
| Libéria                             | Requer visto                    |                          | - Visto pré-arranjado pode ser retirado na chegada ao país.. | √             |
| Líbia                               | Requer visto                    |                          | Por questões de segurança, o governo russo aconselha seus cidadãos a não visitarem a Líbia. | √             |
| Liechtenstein                       | Requer visto                    |                          | | √             |
| Lituânia                            | N/AEntrada negada               |                          | - Desde 19 de setembro de 2022, cidadãos russos estão proibidos de entrar Lituânia a não ser com visto Schengen de reunião familiar | √             |
| Luxemburgo                          | Requer visto                    |                          | | √             |
| Macedônia do Norte                  | Requer visto                    |                          | | √             |
| Madagascar                          | eVisa / Visto na chegada        | 90 dias                  | | X             |
| Malawi                              | eVisa                           | 90 dias                  | | X             |
| Malásia                             | Não requer visto                | 30 dias                  | | X             |
| Maldivas                            | Não requer visto                | 90 dias                  | | √             |
| Mali                                | Requer visto                    |                          | | √             |
| Malta                               | Requer visto                    |                          | | √             |
| Marrocos                            | Não requer visto                | 3 meses                  | | X             |
| Maurício                            | Não requer visto                | 90 dias                  | | √             |
| Mauritânia                          | Visto na chegada                |                          | - Disponível no Aeroporto Internacional Nuaquexote-Oumtounsy. | X             |
| México                              | Autorização Eletrônica          | 180 dias                 | - Permissão eletrônica dá o direito de chegar ao país apenas por via aérea. - 180 dias para titulares de visto válido para Canadá, Japão, EUA, Reino Unido ou país da zona Schengen. | X             |
| Micronésia                          | Não requer visto                | 30 dias                  | - É possível a extensão de permanência. | X             |
| Moçambique                          | eVisa / Visto na chegada        | 30 dias                  | - Disponível nos aeroportos de Beira, Nampula, Maputo, Pemba, Tete e Vilanculos. - É possível a extensão de permanência por 30 dias. | X             |
| Moldávia                            | Não requer visto                | 90 dias                  | - 90 dias dentro de qualquer período de 180 dias. | √             |
| Mônaco                              | Requer visto                    |                          | | √             |
| Mongólia                            | Não requer visto                | 30 dias                  | | √             |
| Montenegro                          | Não requer visto                | 30 dias                  | | √             |
| Myanmar                             | Não requer visto                | 30 dias                  | - De 1 de julho de 2022 a 30 de junho de 2023, cidadãos russos que pretendam visitar Myanmar para turismo ou negócios, podem entrar no país sem necessidade de visto por até 30 dias. - Titulares de passaportes diplomáticos e de serviço gozam do direito de entrar no país sem necessidade de visto por até 90 dias. | X             |
| Namíbia                             | Não requer visto                | 90 dias                  | - 90 dias dentro de qualquer período de 180 dias. | √             |
| Nauru                               | Não requer visto                | 15 dias                  | | √             |
| Nepal                               | Visto na chegada                | 90 dias                  | - É possível a extensão da permanência por até 150 dias. - Viajantes a negócios podem receber um visto na chegada para uma estadia máxima de 5 anos, sujeito a uma taxa é uma licença emitida pelo Ministério da Indústria. | X             |
| Nicarágua                           | Não requer visto                | 90 dias                  | - Tourist card deve ser adquirido na chegada, sujeito a uma taxa. - É possível a extensão de permanência. | √             |
| Níger                               | Requer visto                    |                          | | √             |
| Nigéria                             | Requer visto                    |                          | - Pode-se solicitar online. - Visto pré-arranjado pode ser retirado na chegada ao país. | √             |
| Noruega                             | Requer visto                    |                          | - Acesso sem necessidade de visto à área de Kirkenes por 15 dias para titulares de permissão de tráfego fronteiriço. | √             |
| Nova Zelândia                       | Requer visto                    |                          | - Pode-se solicitar online, visto eletrônico disponível. | √             |
| Omã                                 | Não requer visto / eVisa        | 14 dias / 30 dias        | - eVisa por 30 dias | X             |
| Países Baixos                       | Requer visto                    |                          | | √             |
| Palau                               | Não requer visto                | 30 dias                  | | √             |
| Panamá                              | Não requer visto                | 90 dias                  | | √             |
| Papua Nova Guiné                    | eVisa                           | 30 dias                  | | X             |
| Paquistão                           | ETA / eVisa                     |                          | - Autorização Eletrônica de Viagem para obter um visto na chegada para turismo. - Autorização Eletrônica de Viagem para obter um visto na chegada para negócios. - Elegível para Online Visa. | X             |
| Paraguai                            | Não requer visto                | 90 dias                  | | √             |
| Peru                                | Não requer visto                | 90 dias                  | | √             |
| Polônia                             | N/AEntrada negada               |                          | - Desde 19 de setembro de 2022, cidadãos russos estão proibidos de entrar Polônia a não ser com visto Schengen de reunião familiar | √             |
| Portugal                            | Requer visto                    |                          | | √             |
| Quênia                              | eVisa                           | 3 meses                  | - Também pode ser inserido em um visto de turista para a África Oriental emitido por Ruanda ou Uganda. | X             |
| Quirguistão                         | Não requer visto                | Ilimitado                | - Passaporte interno é aceito. | √             |
| Reino Unido e Dependências da Coroa | Requer visto                    |                          | - Não requer visto por 24 horas nos seguintes casos: 1) quando em trânsito de/para Austrália, Canadá, EUA ou Nova Zelândia, 2) se for titular de uma permissão de residência emitida por Austrália, Canadá, EUA ou Nova Zelândia, 3) se for titular de certos vistos do EEE ou Suíça, ou 4) se titular de alguns vistos irlandeses | √             |
| República Centro-Africana           | Requer visto                    |                          | - Obrigatório o visto de entradas múltiplas válido por 1 ano após a chegada à República Centro-Africana. | √             |
| República Dominicana                | Não requer visto                | 60 dias                  | | √             |
| Romênia                             | Requer visto                    |                          | - 90 dias dentro de qualquer período de 180 dias para titulares de visto válido para Bulgária, Chipre ou país da zona Schengen ('C', de entrada dupla ou múltipla). | √             |
| Ruanda                              | eVisa / Visto na chegada        | 30 dias                  | - Visto na chegada disponível por 30 dias. - Também pode ser inserido em um visto de turista para a África Oriental emitido por Ruanda ou Uganda. | X             |
| Samoa                               | Não requer visto                | 60 dias                  | | √             |
| San Marino                          | Não requer visto                | 90 dias                  | - Embora oficialmente não seja solicitado visto de russos, é necessário pelo menos um visto Schengen de entrada dupla para entrar em San Marino, uma vez que o país não dispõe de instalações aeroportuárias próprias. | √             |
| Santa Lúcia                         | Não requer visto                | 6 semanas                | | X             |
| São Cristóvão e Névis               | Não requer visto                | 3 meses                  | | √             |
| São Tomé e Príncipe                 | Não requer visto                | 15 dias                  | | X             |
| São Vicente e Granadinas            | Não requer visto                | 90 dias                  | - 90 dias dentro de qualquer período de 180 dias. | √             |
| Senegal                             | Visto na chegada                | 90 dias                  | | X             |
| Serra Leoa                          | Visto na chegada                |                          | | X             |
| Sérvia                              | Não requer visto                | 30 dias                  | | √             |
| Seychelles                          | Não requer visto                | 30 dias                  | | √             |
| Singapura                           | Requer visto                    |                          | - É possível obter o e-Service online por meio de agências de viagens autorizadas qualificadas ou de patrocinadores locais (cidadãos de Singapura ou residentes permanentes). - Algumas provisões para 96 horas de trânsito sem visto. | √             |
| Síria                               | Requer visto                    |                          | Por questões de segurança, o governo russo aconselha seus cidadãos a não visitarem a Síria. | √             |
| Somália                             | Visto na chegada                | 30 dias                  | Por questões de segurança, o governo russo aconselha seus cidadãos a não visitarem a Somália. | X             |
| Sri Lanka                           | ETA / Visto na chegada          | 30 dias                  | - Autorização Eletrônica de Viagem também pode ser conseguido na chegada. - 30 dias extensíveis por 6 meses. | X             |
| Sudão                               | Requer visto                    |                          | - Visto pré-arranjado pode ser retirado na chegada ao país. | √             |
| Sudão do Sul                        | eVisa                           | 30 dias                  | - Possível de se obter online - Autorização de visto impressa deve ser apresentada no momento da viagem | X             |
| Suécia                              | Requer visto                    |                          | | √             |
| Suíça                               | Requer visto                    |                          | | √             |
| Suriname                            | Não requer visto                | 90 dias                  | - 90 dias dentro de um período de 180 dias. | √             |
| Tajiquistão                         | Não requer visto                | Ilimitado                | | √             |
| Tailândia                           | Não requer visto                | 30 dias                  | - É possível a extensão de permanência. | √             |
| Tanzânia                            | eVisa / Visto na chegada        | 3 meses                  | | X             |
| Tchéquia                            | N/AEntrada negada               |                          | - Desde 25 de outubro de 2022, cidadãos russos estão proibidos de entrar na Tchéquia a não ser com visto Schengen de reunião familiar. | √             |
| Timor-Leste                         | Visto na chegada                | 30 dias                  | - Visto na chegada disponível apenas no Aeroporto Internacional Presidente Nicolau Lobato ou no porto de Dili. - Extensão de permanência possível por até 90 dias. | X             |
| Togo                                | Visto na chegada                | 7 dias                   | | X             |
| Tonga                               | Visto na chegada                | 31 dias                  | - É possível uma extensão de permanência por mais 5 meses. | X             |
| Trindade e Tobago                   | Não requer visto                | 90 dias                  | | X             |
| Tunísia                             | Não requer visto                | 3 meses                  | | X             |
| Turcomenistão                       | Requer visto                    |                          | - Visto pré-arranjado pode ser retirado na chegada ao país.. | √             |
| Turquia                             | Não requer visto                | 60 dias                  | - Permanência máxima de 90 dias dentro de qualquer período de 180 dias.. | X             |
| Tuvalu                              | Visto na chegada                | 1 mês                    | | X             |
| Ucrânia                             | Requer visto                    |                          | - Devido à invasão da Ucrânia pela Rússia, a admissãode cidadãos russos é quase sempre negada. | X             |
| Uganda                              | eVisa                           | 3 meses                  | - Pode solicitar online. - Também pode ser inserido em um visto de turista para a África Oriental emitido por Ruanda ou Uganda. | X             |
| Uruguai                             | Não requer visto                | 3 meses                  | - Extensão de estadia possível por um período adicional de 90 dias | √             |
| Uzbequistão                         | Não requer visto                | 60 dias                  | | √             |
| Vanuatu                             | Não requer visto                | 90 dias                  | - 90 dias dentro de qualquer período de 180 dias. | √             |
| Vaticano                            | Requer visto                    |                          | | √             |
| Venezuela                           | Não requer visto                | 90 dias                  | - É possível a extensão de permanência for a further 90 dias. | √             |
| Vietnã                              | Não requer visto                | 15 dias                  | - Não requer visto por 30 dias para Phú Quốc. - Um visto eletrônico de uma entrada, válido por 30 dias, também está disponível. | X             |
| Zâmbia                              | eVisa / Visto na chegada        | 90 dias                  | - Para aqueles que viajam para a Zâmbia a negócios, a permanência máxima é de 30 dias em qualquer período de um ano. - Os turistas recebem o direito de ficar até 90 dias em qualquer período de um ano. - Também elegível para um visto universal que permite o acesso ao Zimbábue; também elegíveis para e-Visa. | X             |
| Zimbábue                            | eVisa / Visto na chegada        | 3 meses                  | - Para aqueles que viajam para a Zâmbia a negócios, a permanência máxima é de 30 dias em qualquer período de um ano. - Também elegível para um visto universal que permite o acesso à Zâmbia; também elegíveis para e-Visa. | X             |

## Dependências e territórios em disputa ou restritos
Países não reconhecidos ou parcialmente reconhecidos.
| Território      | Condições de acesso | Notas |
| --------------- | ------------------- | --- |
| Abecásia        | Não requer visto    | 90 dias; O Passaporte interno russo é aceito. |
| Chipre do Norte | Não requer visto    | |
| Kosovo          | Requer visto        | - Visto não é necessário para os titulares de uma autorização de residência biométrica válida emitida por um dos estados membros do espaço Schengen ou um visto Schengen válido de múltiplas entradas, titular de um Laissez-passer válido emitido por Organizações das Nações Unidas, OTAN, OSCE, Conselho da Europa ou União Europeia e titular de documentos de viagem válidos emitidos pelos Estados Membros da UE e Schengen, EUA, Canadá, Austrália e Japão com base na Convenção de 1951 sobre o Estatuto dos Refugiados ou na Convenção de 1954 sobre o Estatuto dos Apátridas, bem como titulares de documentos de viagem válidos para estrangeiros (permanência máxima de 15 dias) |
| Ossétia do Sul  | Não requer visto    | Liberdade de movimento. O Passaporte interno russo é aceito. |
| Palestina       | Não requer visto    | Proibida a chegada à Faixa de Gaza por via marítima. |
| Saara Ocidental | Desconhecido        | Regime de visto indefinido no território controlado pelo Saara Ocidental. |
| Somalilândia    | Visto na chegada    | 30 dias por 30 dólares, pagos na chegada à fronteira. |
| Taiwan          | Requer visto        | Taiwan suspendeu a entrada sem a necessidsde de visto para russos. |
| Transnístria    | Não requer visto    | Registro necessário após 24 horas. |

### Dependências e territórios autônomos
| Território | Território                             | Condições de acesso         | Notas |
| China | China                                  | China                       | China |
| --- | -------------------------------------- | --------------------------- | --- |
| Hong Kong | Hong Kong                              | Não requer visto            | 14 dias |
| Macau | Macau                                  | Não requer visto            | 30 dias |
| Dinamarca |                                        |                             | |
| Groenlândia | Groenlândia                            | Requer visto                | |
| Ilhas Feroé | Ilhas Feroé                            | Requer visto                | |
| Estados Unidos |                                        |                             | |
| Guam | Guam                                   | Requer visto                | |
| Ilhas Virgens Americanas | Ilhas Virgens Americanas               | Requer visto                | |
| Marianas Setentrionais | Marianas Setentrionais                 | Requer visto                | |
| Porto Rico | Porto Rico                             | Requer visto                | |
| Samoa Americana | Samoa Americana                        | Requer permissão de entrada | |
| França |                                        |                             | |
| Guadalupe | Guadalupe                              | Requer visto                | |
| Guiana Francesa | Guiana Francesa                        | Requer visto                | Isenção de visto por 3 meses dentro de qualquer período de 6 meses para cada território para titulares de um visto 'C' de entrada múltipla válido de Estado-Membro Schengen emitido por uma autoridade consular francesa. O período de validade do visto deve ser entre 6 meses e 5 anos.                                     |
| Ilha de Clipperton | Ilha de Clipperton                     | Requer Autorização Especial | |
| Martinica | Martinica                              | Requer visto                | Isenção de visto por 3 meses dentro de qualquer período de 6 meses para cada território para titulares de um visto 'C' de entrada múltipla válido de Estado-Membro Schengen emitido por uma autoridade consular francesa. O período de validade do visto deve ser entre 6 meses e 5 anos.                                     |
| Mayotte | Mayotte                                | Requer visto                | Isenção de visto por 3 meses dentro de qualquer período de 6 meses para cada território para titulares de um visto 'C' de entrada múltipla válido de Estado-Membro Schengen emitido por uma autoridade consular francesa. O período de validade do visto deve ser entre 6 meses e 5 anos.                                     |
| Nova Caledônia | Nova Caledônia                         | Requer visto                | Isenção de visto por 3 meses dentro de qualquer período de 6 meses para cada território para titulares de um visto 'C' de entrada múltipla válido de Estado-Membro Schengen emitido por uma autoridade consular francesa. O período de validade do visto deve ser entre 6 meses e 5 anos.                                     |
| Polinésia Francesa | Polinésia Francesa                     | Requer visto                | Isenção de visto por 3 meses dentro de qualquer período de 6 meses para cada território para titulares de um visto 'C' de entrada múltipla válido de Estado-Membro Schengen emitido por uma autoridade consular francesa. O período de validade do visto deve ser entre 6 meses e 5 anos.                                     |
| Reunião | Reunião                                | Requer visto                | Isenção de visto por 3 meses dentro de qualquer período de 6 meses para cada território para titulares de um visto 'C' de entrada múltipla válido de Estado-Membro Schengen emitido por uma autoridade consular francesa. O período de validade do visto deve ser entre 6 meses e 5 anos.                                     |
| São Bartolomeu | São Bartolomeu                         | Requer visto                | Isenção de visto por 3 meses dentro de qualquer período de 6 meses para cada território para titulares de um visto 'C' de entrada múltipla válido de Estado-Membro Schengen emitido por uma autoridade consular francesa. O período de validade do visto deve ser entre 6 meses e 5 anos.                                     |
| São Martinho | São Martinho                           | Requer visto                | Isenção de visto por 3 meses dentro de qualquer período de 6 meses para cada território para titulares de um visto 'C' de entrada múltipla válido de Estado-Membro Schengen emitido por uma autoridade consular francesa. O período de validade do visto deve ser entre 6 meses e 5 anos.                                     |
| São Pedro e Miquelão | São Pedro e Miquelão                   | Requer visto                | Isenção de visto por 3 meses dentro de qualquer período de 6 meses para cada território para titulares de um visto 'C' de entrada múltipla válido de Estado-Membro Schengen emitido por uma autoridade consular francesa. O período de validade do visto deve ser entre 6 meses e 5 anos.                                     |
| Wallis e Futuna | Wallis e Futuna                        | Requer visto                | Isenção de visto por 3 meses dentro de qualquer período de 6 meses para cada território para titulares de um visto 'C' de entrada múltipla válido de Estado-Membro Schengen emitido por uma autoridade consular francesa. O período de validade do visto deve ser entre 6 meses e 5 anos.                                     |
| Noruega |                                        |                             | |
| Jan Mayen | Jan Mayen                              | Permissão requerida         | Para permanecer por menos de 24 horas, é necessária uma permissão emitida pela polícia local. Para permanência superior a 24 horas, é necessária uma autorização emitida pela polícia norueguesa. |
| Svalbard | Svalbard                               | Não requer visto            | Período de permanência ilimitado sob o Tratado de Svalbard. |
| Nova Zelândia |                                        |                             | |
| Ilhas Cook | Ilhas Cook                             | Não requer visto            | 31 dias |
| Niue | Niue                                   | Não requer visto            | 30 dias |
| Tokelau | Tokelau                                | Requer permissão            | |
| Países Baixos |                                        |                             | |
| Aruba | Aruba                                  | Requer visto                | Os titulares de um visto válido emitido por um Estado-Membro Schengen (visto 'C' ou 'D'), Irlanda ou Reino Unido não necessitam de visto por 90 dias para cada território. |
| Bonaire | Bonaire                                | Requer visto                | Os titulares de um visto válido emitido por um Estado-Membro Schengen (visto 'C' ou 'D'), Irlanda ou Reino Unido não necessitam de visto por 90 dias para cada território. |
| Curaçau | Curaçau                                | Requer visto                | Os titulares de um visto válido emitido por um Estado-Membro Schengen (visto 'C' ou 'D'), Irlanda ou Reino Unido não necessitam de visto por 90 dias para cada território. |
| Saba | Saba                                   | Requer visto                | Os titulares de um visto válido emitido por um Estado-Membro Schengen (visto 'C' ou 'D'), Irlanda ou Reino Unido não necessitam de visto por 90 dias para cada território. |
| Santo Eustáquio | Santo Eustáquio                        | Requer visto                | Os titulares de um visto válido emitido por um Estado-Membro Schengen (visto 'C' ou 'D'), Irlanda ou Reino Unido não necessitam de visto por 90 dias para cada território. |
| São Martinho (Países Baixos) | São Martinho (Países Baixos)           | Requer visto                | Os titulares de um visto válido emitido por um Estado-Membro Schengen (visto 'C' ou 'D'), Irlanda ou Reino Unido não necessitam de visto por 90 dias para cada território. |
| Reino Unido |                                        |                             | |
| Acrotíri e Deceleia | Acrotíri e Deceleia                    | Requer visto                | |
| Anguila | Anguila                                | eVisa                       | Os portadores de vistos e/ou autorizações de residência válidos no Reino Unido, Estados Unidos e Canadá não precisam de visto por 3 meses. |
| Bermuda | Bermuda                                | Requer visto                | Os titulares de um visto de entradas múltiplas emitido pelo Canadá, EUA ou Reino Unido válido por pelo menos 45 dias além do período pretendido de permanência nas Bermudas não precisam de visto por 3 meses. Isenção de visto para estadia máxima de 3 meses em trânsito pelo Reino Unido                                   |
| Gibraltar | Gibraltar                              | Requer visto                | Os titulares de um visto válido emitido pelo Reino Unido não precisam de visto. Não é necessário visto se possuir um visto Schengen de entradas múltiplas com validade mínima restante de 7 dias ou visitar em uma viagem de um dia como parte de uma excursão organizada por uma operadora de turismo com sede em Gibraltar. |
| Ilhas Caimã | Ilhas Caimã                            | Requer visto                | |
| Ilha de Ascensão | Ilha de Ascensão                       | N/AEntrada negada           | Desde maio de 2015, o governo da Ilha de Ascensão não mais emite vistos de entrada, incluindo eVisas, para cidadãos da Rússia. |
| Ilhas Geórgia do Sul e Sandwich do Sul | Ilhas Geórgia do Sul e Sandwich do Sul | Permissão requerida         | Permissão requerida antes da chegada do Comissionário (72 horas/1 mês por 110/160 libras esterlinas). |
| Ilhas Malvinas | Ilhas Malvinas                         | Requer visto                | |
| Ilhas Pitcairn | Ilhas Pitcairn                         | Não requer visto            | Não requer visto por até 14 dias e paga-se uma taxa de aterrissagem de US$35 ou uma taxa de US$5 se não for para a terra. |
| Ilhas Turcas e Caicos | Ilhas Turcas e Caicos                  | Requer visto                | Portadores de passaporte russo que residam legalmente no Reino Unido, Estados Unidos ou Canadá, ou que possuam um visto válido que permita sua viagem a qualquer um destes três países, podem receber permissão para entrar nas Ilhas Turcas e Caicos sem visto.                                                              |
| Ilhas Virgens Britânicas | Ilhas Virgens Britânicas               | Requer visto                | |
| Monserrate | Monserrate                             | eVisa                       | |
| Santa Helena | Santa Helena                           | eVisa                       | Visitor's Pass concedido na chegada válido por 4/10/21/60/90 dias por 12/14/16/20/25 libras esterlinas. |
| Território Britânico do Oceano Índico | Território Britânico do Oceano Índico  | Requer Autorização Especial | |
| Tristão da Cunha | Tristão da Cunha                       | Permissão requerida         | Permissão para aterrissar por 15/30 libras esterlinas (iate/navio de passageiros) para a ilha de Tristão da Cunha ou 20 libras esterlinas para Ilha Gough, Ilha Inacessível ou Ilha do Rouxinol. |
| Antártida e ilhas adjacentes |                                        |                             | |
| Requer Autorizações Especiais para Ilha Bouvet, Território Antártico Britânico, Terras Austrais e Antárticas Francesas, Antártida Argentina, Território Antártico Australiano, Território Antártico Chileno, Ilha Heard e Ilhas McDonald, Ilha de Pedro I, Terra da Rainha Maud, Dependência de Ross. |                                        |                             | |

## Restrições mais comuns para viagens a países que não requerem visto

### Páginas em branco no passaporte
Muitos países exigem um número mínimo de páginas em branco no passaporte apresentado, normalmente uma ou duas páginas. As páginas de endosso, que geralmente aparecem após as páginas do visto, não são consideradas válidas ou disponíveis.

### Vacinação
Os países africanos de Angola, Benim, Burquina Fasso, Burundi, Camarões, Chade, Costa do Marfim, Guiné Equatorial, Gabão, Gâmbia, Gana, Guiné-Bissau, Libéria, Mali, Mauritânia, Níger, Quênia, República Centro-Africana, República Democrática do Congo, República do Congo, Ruanda, Senegal, Serra Leoa, Sudão do Sul, Togo, Uganda e Zâmbia exigem que todos os passageiros que chegam ao país com mais de nove meses a um ano tenham um Certificado Internacional de Vacinação ou Profilaxia atualizado, assim como o território sul-americano da Guiana Francesa.
Alguns outros países exigem a vacinação apenas se o passageiro vier de uma área infectada ou tiver visitado uma recentemente ou transitado por 12 horas nesses países: África do Sul, Argélia, Botsuana, Cabo Verde, Chade, Djibouti, Egito, Eritreia, Essuatíni, Etiópia, Gâmbia, Gana, Guiné, Guiné Equatorial, Lesoto, Líbia, Madagascar, Malawi, Maurícia, Mauritânia, Moçambique, Namíbia, Nigéria, Papua Nova Guiné, Seicheles, Somália, Sudão, Tunísia, Uganda, Tanzânia, Zâmbia e Zimbábue.

### Validade do passaporte
Pouquíssimos países, como o Paraguai, exigem apenas um passaporte válido na chegada.
No entanto, muitos países e grupos de países agora exigem apenas um documento de identidade – especialmente de seus vizinhos. Outros países podem ter acordos bilaterais especiais que se afastam da generalidade de suas políticas de validade de passaporte para encurtar o período de validade exigido para os cidadãos uns dos outros ou até mesmo aceitar passaportes que já expiraram (mas não foram cancelados).
Alguns países, como Japão, Irlanda e Reino Unido, exigem um passaporte válido durante todo o período da estadia pretendida.
Na ausência de acordos bilaterais específicos, os países ou territórios que exigem que os passaportes sejam válidos por pelo menos mais 6 meses aquando da chegada incluem Afeganistão, Anguila, Arábia Saudita, Argélia, Bahrein, Butão, Botsuana, Brunei, Camboja, Camarões, Cabo Verde, Catar, Chade, Comores, Costa Rica, Costa do Marfim, Curaçao, Emirados Árabes Unidos, Egito, El Salvador, Equador, Filipinas, Guiné Equatorial, Fiji, Gabão, Guiné Bissau, Guiana, Haiti, Ilhas Cayman, Ilhas Marshall, Ilhas Salomão, Ilhas Virgens Britânicas, Índia, Indonésia, Irã, Iraque, Israel, Jordânia, Kiribati, Kuwait, Laos, Madagascar, Malásia, Mongólia, Mianmar, Namíbia, Nepal, Nicarágua, Nigéria, Omã, Palau, Papua Nova Guiné, Peru, Quênia, República Centro-Africana, Ruanda, Samoa, Singapura, Somália, Sri Lanka, Sudão, Suriname, Tanzânia, Tailândia, Timor-Leste, Tokelau, Tonga, Turquia, Tuvalu, Uganda, Vanuatu, Venezuela e Vietnã.
Os países que exigem passaportes válidos por pelo menos 4 meses na chegada incluem Micronésia e Zâmbia.
Os países que exigem passaportes com validade de pelo menos 3 meses além da data prevista de partida incluem Azerbaijão, Bósnia e Herzegovina, Honduras, Montenegro, Nauru, Moldávia e Nova Zelândia. Da mesma forma, os países do EEE: Islândia, Liechtenstein, Noruega, todos os países da União Europeia (exceto Irlanda), juntamente com a Suíça, também exigem 3 meses de validade além da data prevista de partida do portador, a menos que o portador seja cidadão do EEE ou da Suíça.
Os países que exigem passaportes válidos por pelo menos 3 meses na chegada incluem Albânia, Macedônia do Norte, Panamá e Senegal.
As Bermudas exigem que os passaportes sejam válidos por pelo menos 45 dias na entrada.
Os países e territórios que exigem passaportes com validade de pelo menos um mês além da data prevista de partida incluem África do Sul, Eritreia, Hong Kong, Líbano, Macau, Maldivas.

#### Idade máxima do passaporte
Os países do Espaço Schengen exigem que os passaportes de países não pertencentes à UE tenham menos de 10 anos na entrada. Vários titulares de passaportes britânicos, que até setembro de 2018 podiam ser emitidos com um período de validade de até 10 anos e nove meses se o passaporte anterior não estivesse vencido, não puderam viajar para a UE após o Brexit devido a essa restrição.

### Antecedentes criminais
Alguns países, incluindo Austrália, Canadá, Fiji, Nova Zelândia e Estados Unidos, barram rotineiramente a entrada de estrangeiros com antecedentes criminais, enquanto outros impõem restrições dependendo do tipo de condenação e da duração da pena.

### Persona non grata
O governo de um país pode declarar um diplomata Persona non grata, proibindo-o de entrar no país ou expulsando-o caso já tenha entrado. Em situações não diplomáticas, as autoridades de um país também podem declarar um estrangeiro persona non grata permanente ou temporariamente, geralmente devido a atividades ilegais.
O Azerbaijão declara como persona non grata pessoas que apresentem em seus passaportes vestígios de visita ao antigo estado de Artsaque sem o seu consentimento.

### Carimbos de Israel
Kuwait, Líbano, Líbia, e Iêmen não permitem a entrada de pessoas com carimbos de passaporte de Israel ou cujos passaportes tenham um visto israelense, usado ou não, ou quando houver evidências de viagens anteriores a Israel, como carimbos de entrada ou saída de postos de fronteira vizinhos em países de trânsito como Jordânia e Egito.
Para contornar o boicote da Liga Árabe a Israel, os serviços de imigração israelenses praticamente deixaram de carimbar passaportes de estrangeiros na entrada ou saída de Israel (a menos que a entrada seja para fins profissionais). Desde 15 de janeiro de 2013, Israel não carimba mais passaportes estrangeiros no Aeroporto Internacional Ben Gurion. Os passaportes ainda são carimbados (desde 22 de junho de 2017) em Erez ao entrar e sair de Gaza.
O Irã recusa a admissão de portadores de passaportes que contenham visto ou carimbo israelense com menos de 12 meses.

### Biometria
Vários países exigem que todos os viajantes, ou todos os viajantes estrangeiros, sejam submetidos à coleta de impressões digitais na chegada e barram ou até mesmo prendem os viajantes que se recusam a ceder sua biometria. Em alguns países, como os Estados Unidos, isso pode se aplicar até mesmo a passageiros em trânsito que desejam apenas fazer uma escala em vez de desembarcar.
Os países/regiões que realizam a coleta de impressões digitais incluem Afeganistão, Arábia Saudita, Argentina, Brunei, Camboja, China, Coreia do Sul, Emirados Árabes Unidos, Estados Unidos, Etiópia, Gana, Guiné, Índia, Japão, Malásia (na entrada e na saída), Mongólia, Quênia (impressões digitais e uma foto são tiradas), Singapura, Taiwan, Tailândia, Uganda.
Muitos países também exigem que seja tirada uma foto das pessoas que entram no país. Os Estados Unidos, que não implementam integralmente as formalidades de controle de saída em suas fronteiras terrestres (embora isso seja exigido há muito tempo por sua própria legislação), pretendem implementar o reconhecimento facial para passageiros que partem de aeroportos internacionais para identificar pessoas que ultrapassaram o prazo de validade do visto.
Juntamente com o reconhecimento de impressão digital e facial, a digitalização da íris é uma das três tecnologias de identificação biométrica padronizadas internacionalmente desde 2006 pela Organização da Aviação Civil Internacional (OACI) para uso em passaportes eletrônicos e os Emirados Árabes Unidos realizam a digitalização da íris em visitantes que precisam solicitar um visto. O Departamento de Segurança Interna dos Estados Unidos anunciou planos para aumentar significativamente os dados biométricos coletados nas fronteiras dos EUA. Em 2018, Singapura iniciou testes de digitalização da íris em três postos de controle de imigração terrestre e marítima.